# Attaché scientifique (diplomatie)
Pour les articles homonymes, voir Attaché scientifique.
 (février 2024).
Si vous disposez d'ouvrages ou d'articles de référence ou si vous connaissez des sites web de qualité traitant du thème abordé ici, merci de compléter l'article en donnant les références utiles à sa vérifiabilité et en les liant à la section « Notes et références ».
Les attachés scientifiques sont des membres des missions diplomatiques en consulats et en ambassades. 

## Missions
Les attachés scientifiques ont trois missions traditionnelles :
- conseiller l'ambassadeur sur les questions scientifiques et techniques,
- faire part d'événements scientifiques et technologiques dans leur pays de résidence,
- et représenter leur pays d'origine sur les questions scientifiques et technologiques auprès des académies des sciences et technologies, du secteur privé et des instances gouvernementales de leur pays de résidence.

Un attaché scientifique peut participer à la création de lien formels entre des chercheurs et des scientifiques de son pays d'origine et de son pays de résidence et agir comme catalyseur sur des initiatives d'échanges scientifiques. Les missions de veille scientifique des attachés à destination des chercheurs peuvent apparaître comme moins importante à l'heure d'Internet et de la communauté scientifique vraiment international qu'internet a contribué à créer.

## Diplomatie française
Dans l'administration française, les attachés scientifiques occupent des postes de conseillers pour la science et la technologie, d'attachés pour la science et la technologie ou d'attachés de coopération scientifique et universitaire.
Une part importante de l'activité de veille scientifique à destination du grand public est réalisée par la Veille scientifique et technologique. Les bulletins les plus populaires comptent plus de 10 000 abonnés avec en premier les États-Unis, suivis de l'Allemagne, du Japon, du Canada, de la Chine et du Royaume-Uni. Un bulletin électronique spécial est consacré à la veille sur l'actualité scientifique en France à destination de l'étranger.